# Steven Caple Jr.
Steven Caple Jr. (Cleveland, 16 febbraio 1988) è un regista e sceneggiatore statunitense.

## Carriera
Caple inizia a dirigere film nel 2013 con A Different Tree, col quale vinse il premio Short Film Competition di HBO.
Nel 2016 dirige The Land presentato al Sundance Film Festival. Lo stesso anno viene nominato da The Playlist uno dei 25 migliori registi del 2016.
Nel 2017 Forbes lo include nella sua 30 Under 30 in Hollywood & Entertainment.

Nel 2018 ha diretto il film Creed II, sequel del film del 2015 Creed, con protagonisti Michael B. Jordan, Sylvester Stallone e Tessa Thompson. Stallone apprezzò particolarmente la regia di Caple rivelando: 
Credo che sia importante per il regista anche essere parte di questa generazione come la mia, per rendere la storia il più conciliabile possibile.  Siamo estremamente fortunati ad avere il giovane e talentuoso regista Steven Caple Jr. che accetta il ruolo di regista. Sono sicuro che lui e Michael B. Jordan lo colpiranno fuori dal parco!

## Filmografia parziale

### Regista

#### Cinema
- Process of Elimination (2011) - cortometraggio
- Prentice-N-Fury’s Ice Cream Adventure (2012) - cortometraggio
- Directing a Sample (2013) - cortometraggio
- The Land of Misfits (2014) - cortometraggio
- A Different Tree (2014) - cortometraggio
- The Land (2016)
- Creed II (2018)
- Transformers - Il risveglio (Transformers: Rise of the Beasts) (2023)

#### Televisione
- Grown-ish - serie TV, 2 episodi (2018)

### Sceneggiatore
- Process of Elimination, regia di Steven Caple Jr. (2011)
- Prentice-N-Fury’s Ice Cream Adventure, regia di Steven Caple Jr. (2012)
- The Land of Misfits, regia di Steven Caple Jr. (2014)
- The Land, regia di Steven Caple Jr. (2016)

### Produttore
- Process of Elimination, regia di Steven Caple Jr. (2011)
- Prentice-N-Fury’s Ice Cream Adventure, regia di Steven Caple Jr. (2012)

### Montatore
- Prentice-N-Fury’s Ice Cream Adventure, regia di Steven Caple Jr. (2012)